# Грозево
Грозево (укр. Грозьово) — село в Стрелковской сельской общине Самборского района Львовской области Украины.
Население по переписи 2001 года составляло 690 человек. Занимает площадь 1,309 км². Почтовый индекс — 82093. Телефонный код — 3238.